# Петар Плеше
Петар Плеше био је југословенски фудбалски тренер. Чинио је тројац, Шусте, Миодраговић и он, репрезентације Југославије током 1934. и 1935.